# Jacob Prætorius le Jeune
Pour les autres membres de cette famille, voir Prætorius et pour les homonymes, voir Jacob Prætorius l'Ancien.

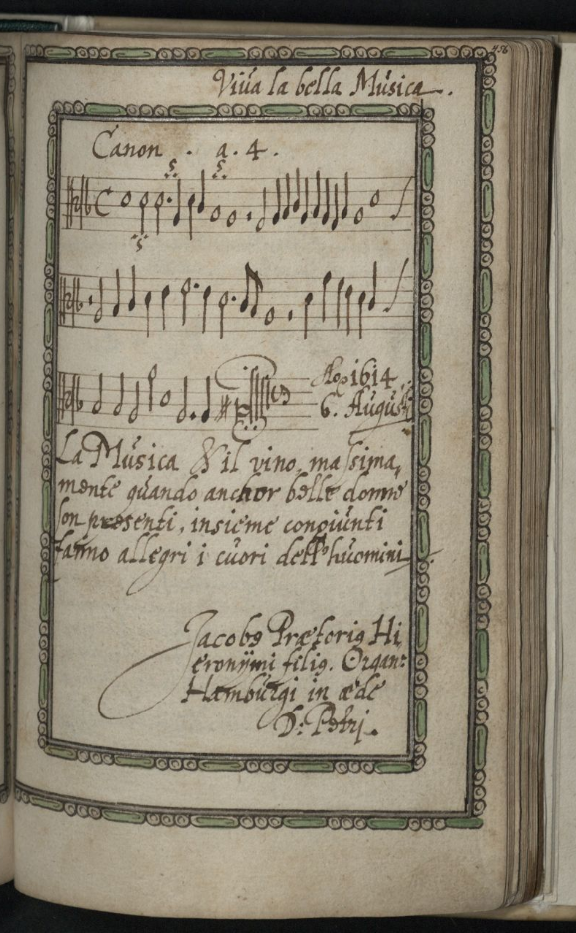
partition de musique écrite et signée par Jacob Prætorius

Jacob Prætorius (forme latinisée de Schulz, Schulze, Schultz ou Schultze), né le 8 février 1586 à Hambourg et mort vers le 22 octobre 1651 dans cette même ville, est un organiste, pédagogue et compositeur allemand.

## Biographie
Jacob Prætorius naît le 8 février 1586 à Hambourg,,.
Il est membre d'une illustre famille d'organistes de Hambourg : c'est son père, Hieronymus Prætorius, qui est son premier professeur. Dès l'âge de dix-huit ans, il prend la succession de Hinrich thor Molen comme organiste titulaire de la « Petrikirche » (église Saint-Pierre) de Hambourg, en 1603-1604. Il occupe ce poste jusqu'à sa mort. Au début du XVIIe siècle (entre 1601 et 1604 ou vers 1606-1608 selon les commentateurs), il se rend à Amsterdam pour y recevoir l'enseignement de Sweelinck, qui écrit pour lui un motet à l'occasion de son mariage avec Margarethe von Campen en 1608,,.
Jacob Prætorius est l'un des contemporains et collègues de Heinrich Scheidemann, autre célèbre organiste hambourgeois élève du maître d'Amsterdam.
Dans le cadre de son activité d'organiste, Prætorius enseigne l'orgue et la composition. Il est un pédagogue réputé. Ses élèves les plus célèbres sont Berendt Petri, qui étudie avec lui entre 1609 et 1611 et a compilé vers cette époque la tablature de Visby, manuscrit remarquable de musique d'orgue qui comprend des œuvres de Prætorius et de son père, entre autres, et Matthias Weckmann, qui étudie avec lui entre 1633 et 1636 avant de devenir organiste à St Jacobi en 1655,,.
Jacob Prætorius meurt le 22 octobre 1651 à Hambourg,,.

## Œuvre
Son œuvre comprend essentiellement des motets et des pièces d'orgues, ainsi que deux gaillardes pour cinq instruments.
Jacob Prætorius a notamment écrit dix-neuf chorals à quatre voix pour le Melodeyen Gesangbuch (Hambourg, 1604) de son père,.